# Acide 3-déshydroquinique
L'acide 3-déshydroquinique, dont la base conjuguée est l'ion 3-déshydroquinate, est un métabolite de la voie du shikimate de biosynthèse des acides aminés aromatiques. Il résulte de la déphosphorylation du 3-désoxy-7-phospho-D-arabinoheptulosonate (DAHP) sous l'action de la 3-déshydroquinate synthase.
Outre la voie du shikimate, le 3-déshydroquinate intervient dans la biosynthèse de certaines vitamines telles que les vitamines K et l'acide folique, et peut également être un précurseur de la pyrroloquinoléine quinone, ou PQQ.